# Scolecura
Scolecura is een geslacht van spinnen uit de familie hangmatspinnen (Linyphiidae). 

## Soorten
De volgende soorten zijn bij het geslacht ingedeeld:
- Scolecura cambara Rodrigues, 2005
- Scolecura cognata Millidge, 1991
- Scolecura parilis Millidge, 1991
- Scolecura propinqua Millidge, 1991